# Up Hatherley
Up Hatherley is een civil parish in het Engelse graafschap Gloucestershire.